# Моралес (Каука)
Моралес (исп. Morales) — город и муниципалитет на юго-западе Колумбии, на территории департамента Каука. Входит в состав Центральной провинции.

## История
Поселение, из которого позднее вырос город, было основано 27 сентября 1806 года. Муниципалитет Моралес был выделен в отдельную административную единицу в 1852 году.

## Географическое положение

Муниципалитет Моралес

Город расположен на севере центральной части департамента, в горной местности Центральной Кордильеры, на расстоянии приблизительно 29 километров к северу от города Попаян, административного центра департамента. Абсолютная высота — 1814 метров над уровнем моря.
Муниципалитет Моралес граничит на севере с территорией муниципалитета Суарес, на северо-востоке — с муниципалитетами Буэнос-Айрес и Кальдоно, на востоке и юго-востоке — с муниципалитетом Пьендамо, на юге — с муниципалитетом Кахибио, на юго-западе — с муниципалитетом Эль-Тамбо, на северо-западе — с муниципалитетом Лопес-де-Микай. Площадь муниципалитета составляет 265 км².

## Население
По данным Национального административного департамента статистики Колумбии, совокупная численность населения города и муниципалитета в 2015 году составляла 25 963 человека.
Динамика численности населения муниципалитета по годам:
| 2005   | 2006   | 2007   | 2008   | 2009   | 2010   | 2011   | 2012   | 2013   | 2014   | 2015   |
| ------ | ------ | ------ | ------ | ------ | ------ | ------ | ------ | ------ | ------ | ------ |
| 24 391 | 24 533 | 24 655 | 24 776 | 24 914 | 25 062 | 25 231 | 25 406 | 25 589 | 25 781 | 25 963 |

Согласно данным переписи 2005 года мужчины составляли 52,6 % от населения Моралеса, женщины — соответственно 47,4 %. В расовом отношении белые и метисы составляли 50,1 % от населения города; индейцы — 43,6 %; негры, мулаты и райсальцы — 6,3 %.
Уровень грамотности среди всего населения составлял 82,3 %.

## Экономика
65,4 % от общего числа городских и муниципальных предприятий составляют предприятия торговой сферы, 16,4 % — предприятия сферы обслуживания, 16,6 % — промышленные предприятия, 1,6 % — предприятия иных отраслей экономики.